# Aszód (delregion)
Aszód (ungerska: Aszódi kistérség) var en delregion i provinsen Pest i regionen Mellersta Ungern. Huvudorten i delregionen var Aszód.

## Orter
| Aszód | Bag    | Domony | Galgahévíz | Hévízgyörk |
| Iklad | Kartal | Tura   | Verseg     |            |